# Perynea pulchella
Perynea pulchella är en fjärilsart som beskrevs av Nagano 1918. Perynea pulchella ingår i släktet Perynea och familjen nattflyn. Inga underarter finns listade i Catalogue of Life.